# Jeanne d'Arc (kortfilm)
Jeanne d'Arc är en fransk stumkortfilm, skapad och utgiven 1900. Filmen regisserades och producerades av Georges Méliès.

## Om filmen
Filmen är en av de äldsta av en lång rad av filmer om Jeanne d'Arc.